# Khafji
Khafji, eller Ras Al Khafji (arabiska الخفجي), är en stad i Saudiarabien vid gränsen mot Kuwait, i provinsen ash-Sharqiyya. Stadens invånarantal var 65000 (2005).